# Santa Maria della Scala (Verona)

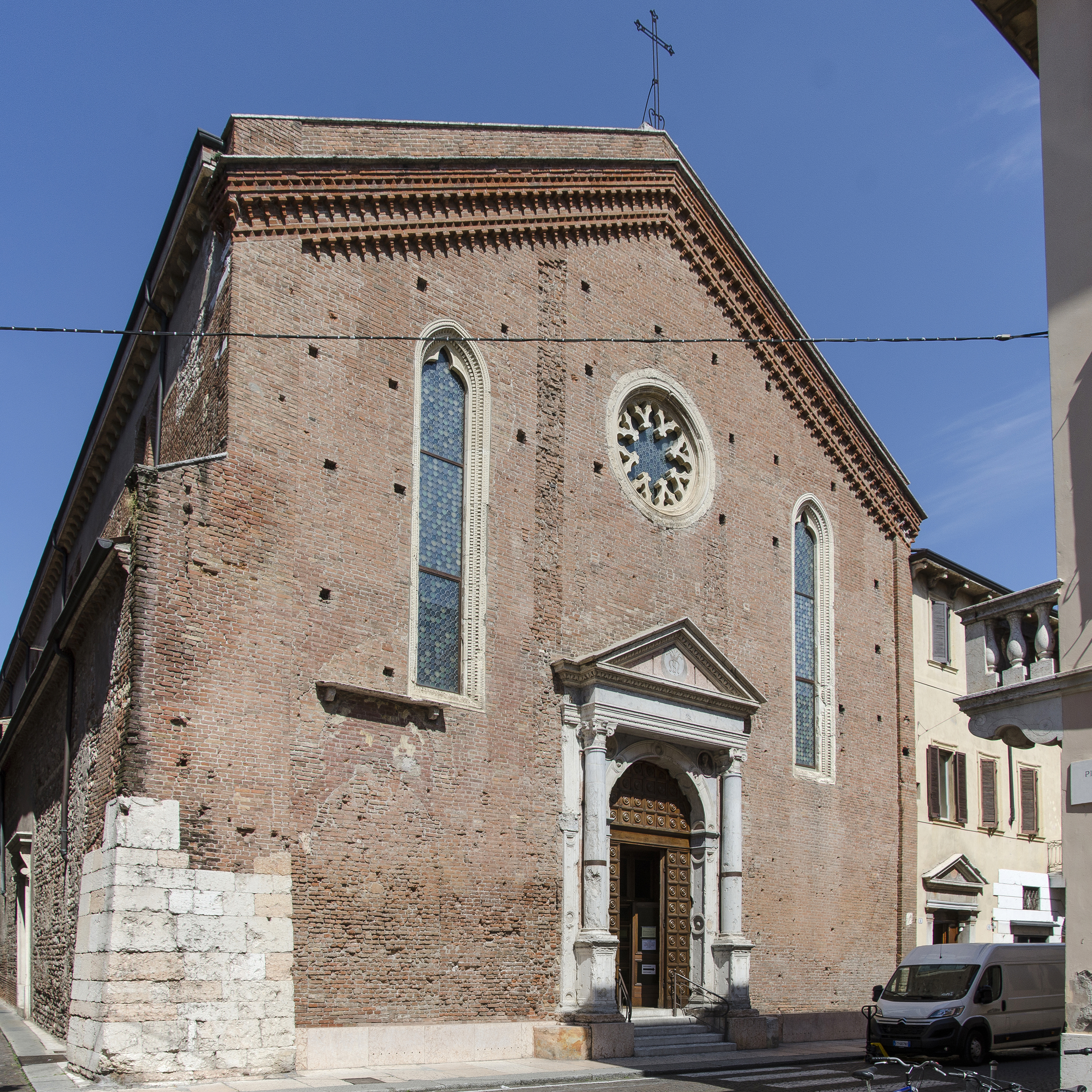
Kirche Santa Maria della Scala, Verona

Santa Maria della Scala ist eine römisch-katholische Kirche im historischen Zentrum von Verona; sie gehört zum Bistum Verona.

## Geschichte

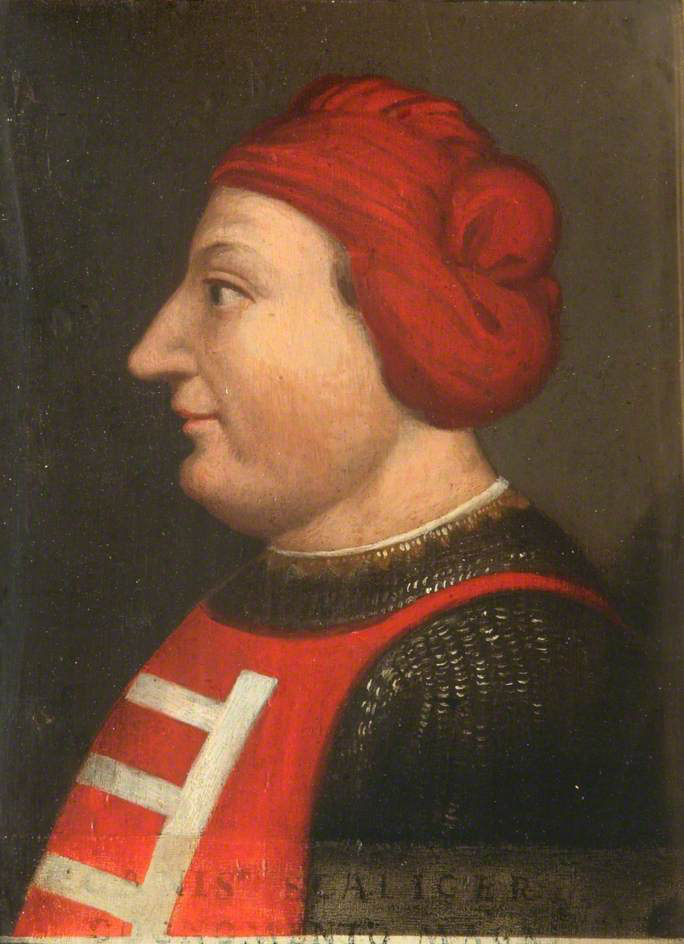
Porträt von Cangrande I. della Scala, Hauptfinanzier der Kirchengründung

Cangrande della Scala 1324 schenkte den Serviten ein Gebäude im Herzen der Altstadt Verona, nachdem er der Jungfrau ein Gelübde abgelegt hatte, eine schwere Krankheit zu überwinden: Dies war die erste einer langen Reihe von Schenkungen, die es den Serviten ermöglichten, sich im Zentrum der Stadt niederzulassen und eine Kirche mit angeschlossenem Kloster zu errichten, zusammen mit den Franziskanern der Kirche San Fermo Maggiore, den Eremitani der Kirche Sant’Eufemia und den Dominikanern der Basilika Sant’Anastasia. Sie wurden jedoch von den Franziskanern des nahe gelegenen Klosters San Fermo stark bekämpft.
Der Bau des Kirchengebäudes muss 1329 schon weit fortgeschritten gewesen sein, so dass es am 6. Dezember geweiht wurde, aber die Baustelle (gleichzeitig mit dem Kloster) dauerte noch lange an: 1341 wurden der erste Kreuzgang des Klosters und die Sakristei gebaut, nachdem drei Jahre zuvor ein Brand in einem Dormitorium ausgebrochen war; 1362 wurde die rechte Apsis der Kirche fertiggestellt. Der Glockenturm wurde fertiggestellt und der Altar der Jungfrau Maria wurde erneuert; 1371 war bereits eine Orgel mit Chor vorhanden, während ein Portikus an der Straße vor der Kirche gebaut wurde; 1388 wurde die mittlere Apsis fertiggestellt; 1416 wurde auch die linke Apsis fertiggestellt; 1423 wurde ein zweiter Kreuzgang gebaut und das neue Dormitorium des Klosters, das auf der anderen Straßenseite des ersten errichtet wurde, wurde fertiggestellt.
Trotz der weitgehenden Fertigstellung des Baukomplexes wurden die Arbeiten noch lange fortgesetzt und im 15. Jahrhundert mit der Fertigstellung der Fassade, verschiedener Kapellen und neuer Altäre fortgesetzt, sowie im 16, Jahrhundert, als die Fassade mit einer Fensterrosette, zwei Seitenfenstern und einem Portal Renaissance-Architektur wahrscheinlich von Francesco da Castello entworfen wurde, obwohl man lange Zeit glaubte, es sei das Werk von Fra’ Giovanni Giocondo. Im 18. Jahrhundert wurde das Mauerwerk der Kirche um etwa fünf Meter erhöht, um den Einbau von zehn neuen Fenstern zu ermöglichen, die die Öffnungen aus dem 15. Jahrhundert ersetzen sollten, die beim Bau verschiedener Kapellen geschlossen worden waren. Bei dieser Gelegenheit wurden auch mehrere Veränderungen an der Fassade vorgenommen, wobei alte Fenster geschlossen und neue eingesetzt wurden, die jedoch 1921 wiederhergestellt wurden. Außerdem wurde um die Mitte desselben Jahrhunderts der Teil des Klosters, der sich gegenüber der Kirche befand, vollständig abgerissen, um Platz für ein Gebäude des Architekten Adriano Cristofali zu schaffen.
Das Kloster wurde endgültig durch ein napoleonisches Dekret aufgehoben, das 1806 die Immobilie enteignete, die 1811 an Leone Pincherle verkauft wurde, der die Erdgeschosse zu Geschäften und die oberen Stockwerke zu Bürgerwohnungen umbaute. Die Kirche selbst, die sich ebenfalls in Staatsbesitz befand, drohte in ein Theater umgewandelt zu werden; dank des Interesses des Veroneser Priesters Pietro Leonardi konnte dies abgewendet werden, indem er von der Regierung erwirkte, dass das Kirchengebäude und einige angrenzende Räumlichkeiten als „Asilo dei remenghelli“ (Asyl der Remenghelli) genutzt wurden.

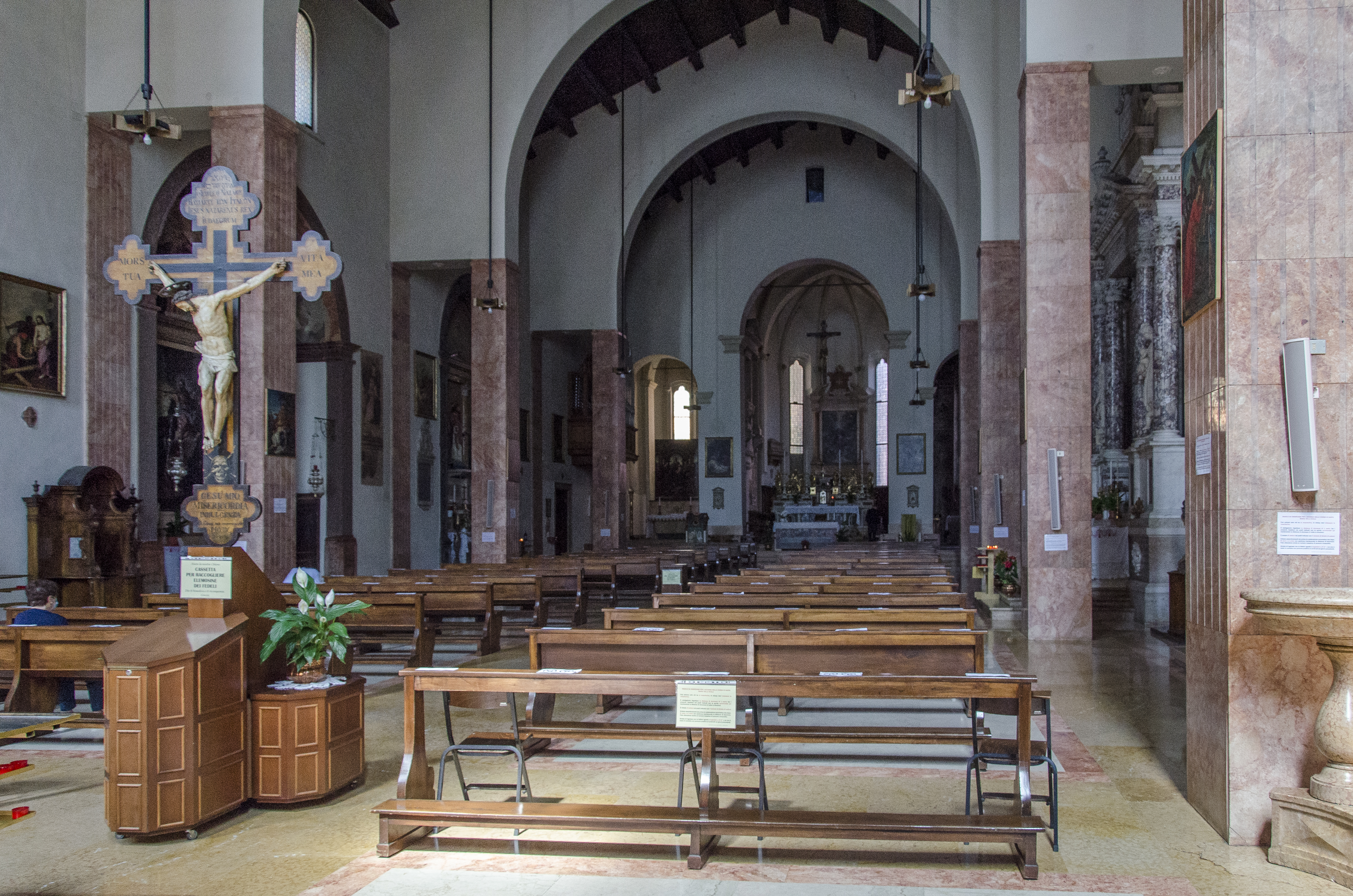
Innenraum der Kirche, stark umgestaltet während der Wiederaufbauarbeiten nach dem Zweiten Weltkrieg

## Beschreibung
Der Tempel zeichnet sich durch eine Giebelfassade aus Backstein aus, mit einer Fensterrose in der Mitte und auf beiden Seiten zwei hohe Monoforien; darauf sind auch die Zeichen von zwei Pilastern zu lesen, die wahrscheinlich mit der vorherigen Installation zusammenhängen. Der Eingang ist durch ein Portal Renaissance, wahrscheinlich ein Werk von Francesco da Castello oder Giovanni Maria Falconetto. An der Fassade befand sich einst auch ein Fresko aus der Schule von Altichiero, das die Krönung der Jungfrau darstellt. Der Glockenturm ist ebenfalls aus Terrakotta, unten mit Friesen aus gekreuzten Bögen, die Zinnenelemente bilden, und an der Unterseite der Traufe mit kleinen Bögen und vorspringenden Kragsteinen verziert; der Glockenturm zeichnet sich durch die vier Ajimez aus, die von Säulen aus rotem Marmor getragen werden, und wird von einem kegelförmigen Dach mit vier Pinakeln an den Ecken gekrönt.
Das Innere der Kirche wurde nach den Zerstörungen des Zweiten Weltkriegs und dem Wiederaufbau deutlich verändert. Der Entwurf der Architekten Bari, Manzini und Vincita führte zum Bau von vier großen inneren Querbögen, die auf unabhängigen Pfeilern ruhen und einen Teil des Gewichts des neuen Daches tragen (dessen Gewölbe nun freiliegt), wodurch die noch weitgehend ursprünglichen Außenwände entlastet wurden. Diese Veränderungen, die sehr modern sind und sich deutlich von den alten Strukturen unterscheiden, veränderten die Räumlichkeit der Kirche, indem sie das Kirchenschiff verengten und den Raum bis zum Dach hin öffneten, was ihm mehr vertikalen Schwung verlieh, und schließlich eine Art Seitenschiffe hinzufügten. Bei der Restaurierung wurden auch die meisten Veränderungen der Barockarchitektur beseitigt.

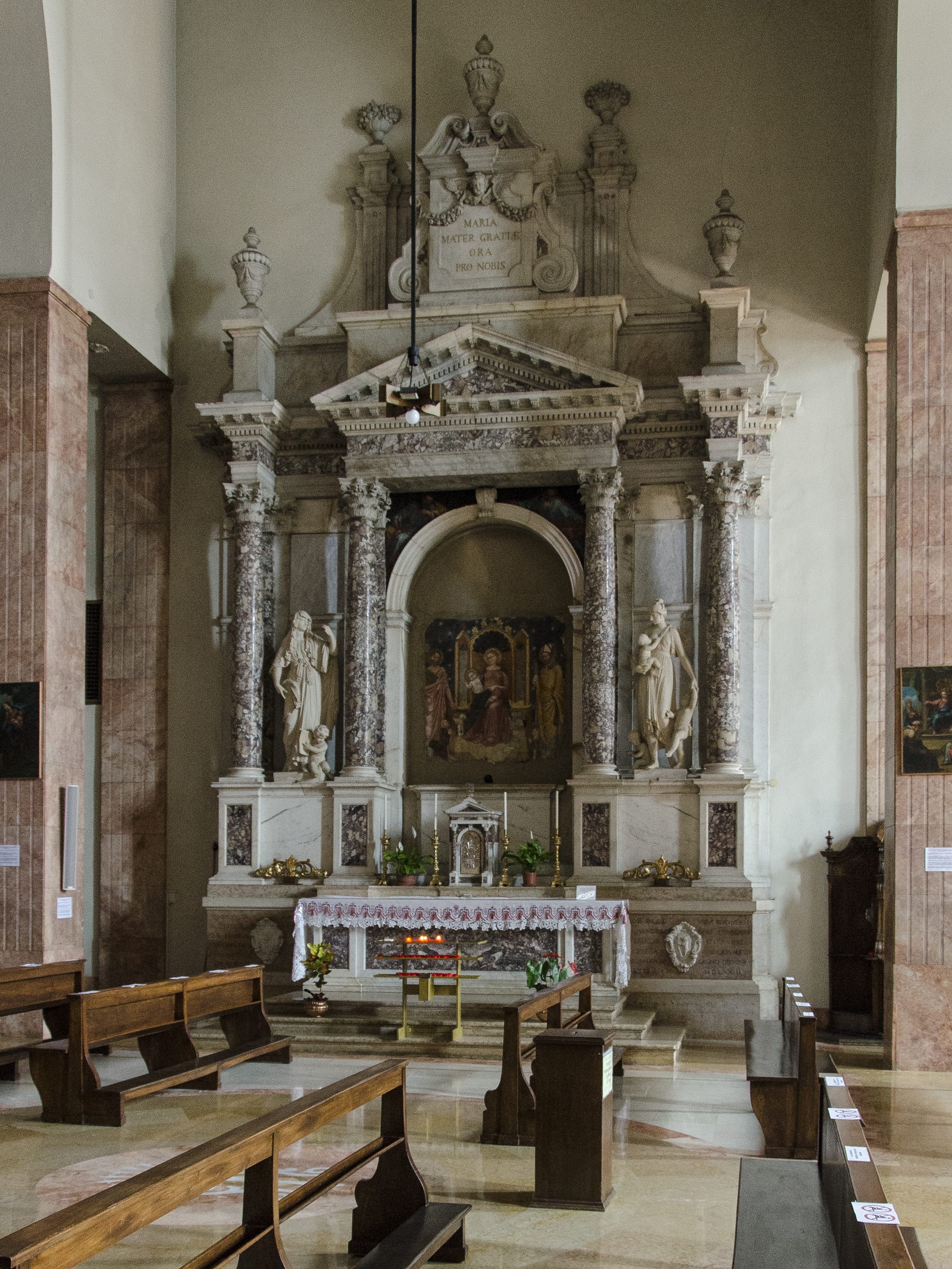
Der Altar der Madonna delle Grazie

Zu den Vermögenswerten, die den Krieg überstanden haben, gehören der Altar der Madonna delle Grazie, der 1773 nach einem Entwurf von Alessandro Cristofali errichtet wurde, mit zwei Skulpturengruppen von Gaetano Cignaroli und in der Mitte das Fresko mit der Darstellung der Madonna mit den Heiligen Johannes dem Täufer und Zeno und zwei Opfern, möglicherweise von Mastino II. della Scala und Taddea da Carrara, das Turone da Verona zugeschrieben wird. Außerdem gibt es eine Leinwand mit Mariä Himmelfahrt von Felice Brusasorzi, eine Lünette mit der Madonna delle Grazie, Tondi mit Heiligenfiguren und ein Pfingstbild, alles Werke von Nicola Giolfino und schließlich einige bedeutende Grabsteine, darunter die des Historikers Scipione Maffei und des Malers Giovanni Caliari.

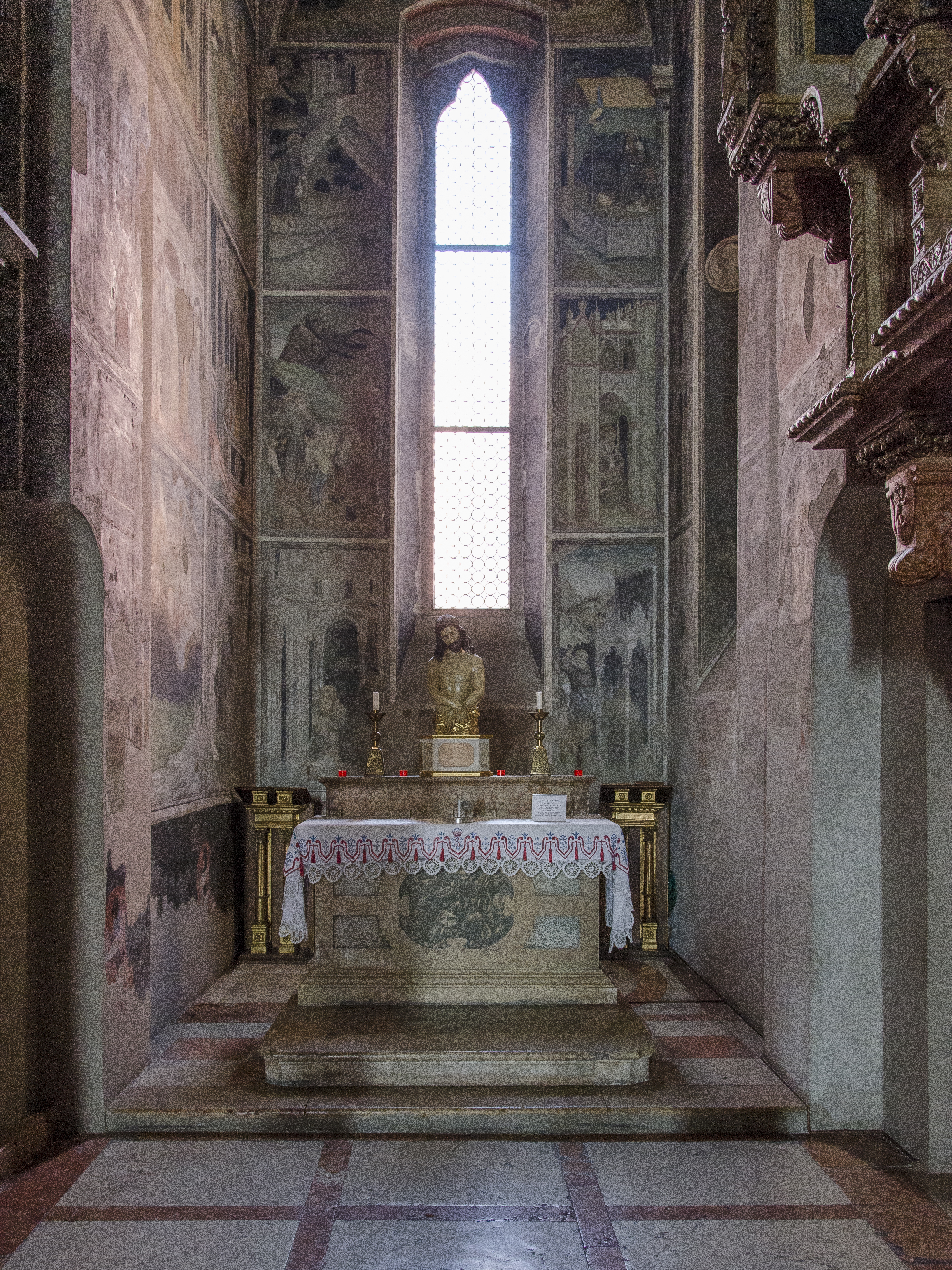
Die Kapelle Guantieri

### Cappella Guantieri
Die Kapelle der Familie Guantieri, eine der wertvollsten Kapellen Veronas, die die Luftangriffe des Zweiten Weltkriegs überstanden hat, wurde im 15. Jahrhundert erbaut und mit Skulpturen und Fresken ausgestattet: Es handelt sich um einen Raum, der durch einen schmalen, rechteckigen, zweischiffigen Raum mit einer ausgeprägten Vertikalität gekennzeichnet ist, der durch das Kreuzgewölbe, das den Raum bedeckt, eingeschlossen ist und von zwei kleinen Momoforien beleuchtet wird. Dieses kleine Meisterwerk wurde erst 1854 vom Kirchenrektor Luigi Piva wiederentdeckt, da die Wände während der Pest von 1630 getüncht worden waren.
Die Kapelle war um 1432 für das Grab von Paolo Filippo Guantieri di Nicolò bestimmt, einem wohlhabenden Bürger aus einer Bankiersfamilie, der sich der Politik zuwandte und 1430 als Podestà von Florenz starb. In seinem Testament verfügte er 700 Dukaten für den Bau der Arche und der Kapelle, in der seine sterblichen Überreste aufbewahrt werden sollten. Seine Frau Antonia wehrte sich jedoch gegen seine Hinrichtung und strengte einen Prozess an, der 12 Jahre dauerte und mit einer Niederlage endete. Im Jahr 1443 beauftragten die Testamentsvollstrecker Giovanni Badile mit der Ausschmückung der Kapelle, der sich am 15. Juli vertraglich verpflichtete, die „Geschichten des heiligen Hieronymus“ auf der Kapelle und der Arche darzustellen, während auf dem Bogen, der die beiden Erker trennt, „Die sechs Propheten“ und eine „Kreuzigung mit der heiligen Maria und dem heiligen Johannes“ zu sehen sind, die später durch eine „Pieta“ ersetzt wurde. Die Kapelle wurde von Badile zwischen 1443 und 1444 mit Fresken ausgemalt, zur gleichen Zeit, als der Steinmetz aus Padua, Bartolomeo Crivellari, der auch auf der Baustelle der Basilika Sant’Anatasia tätig war, die Grablege anfertigte.

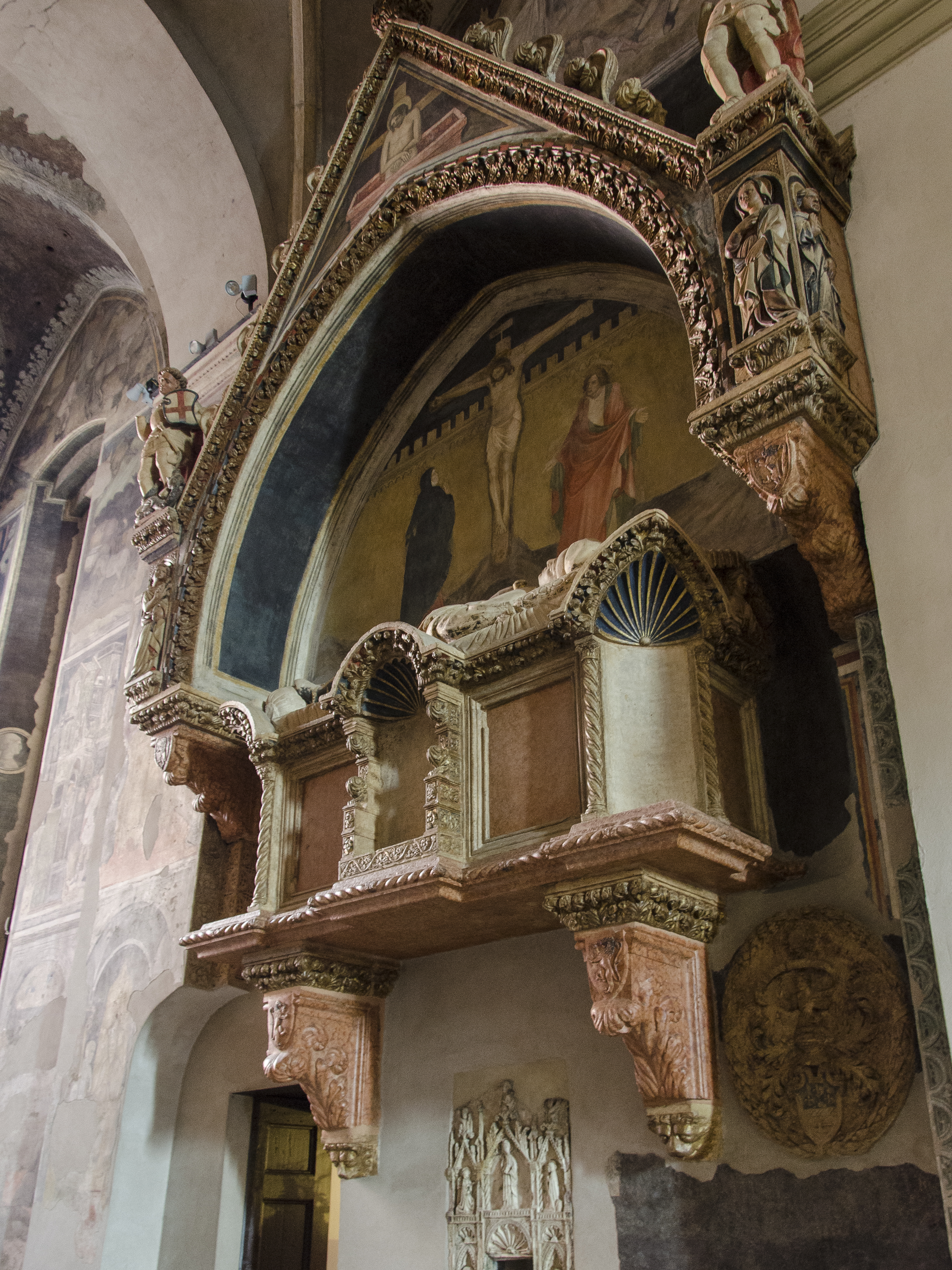
Die Arche in der Kapelle

Badiles Bilderzyklus ist sehr komplex und besteht aus 34 Tafeln, die ebenso viele Momente aus dem Leben des Heiligen erzählen; die Erzählung beginnt oben links und setzt sich auf der gegenüberliegenden Seite mit einer eher unregelmäßigen Abfolge fort, ist aber durch eine elegante und leichte gotische Architektur verbunden, die die Darstellungen anordnet. Es handelt sich um das letzte Werk des Malers, der zu diesem Zeitpunkt etwa 64 Jahre alt und ein etablierter Künstler war, zusammen mit anderen Meistern der internationalen Gotik wie Antonio Pisanello und Stefano da Verona als eine der Hauptfiguren des Veroneser Zeitalters des 15. Jahrhunderts.